# فريدريك لودفيغ مايسنر
فريدريك لودفيغ مايسنر (بالألمانية: Friedrich Ludwig Meissner)‏ هو طبيب توليد ‏ ألماني، ولد في 25 أغسطس 1796 في لايبزيغ في ألمانيا، وتوفي في 4 ديسمبر 1860 في درسدن في ألمانيا.